# Yongchang
För andra betydelser, se Yongchang (olika betydelser).
Yongchang, tidigare stavat Yungchang, är ett härad i Jinchang, en stad på prefekturnivå i provinsen Gansu i nordvästra Kina.
Yongchang är indelat i nio köpingar och en socken.
- Chengguan (城关镇)
- Dongzhai (东寨镇)
- Hexibao (河西堡镇)
- Hongshanyao (红山窑镇)
- Jiaojiazhuang (焦家庄镇)
- Liuba (六坝镇)
- Shuiyuan (水源镇)
- Xinchengzi (新城子镇)
- Zhuwangbao (朱王堡镇)

Socken (xiang):

- Nanba (南坝乡)